# Caterina Giacchetti
Caterina Giacchetti (Napoli, 28 ottobre 1988) è un'ex nuotatrice italiana.

## Carriera
Specializzata nella Farfalla, le sue distanze più congeniali sono state i 100 e 200 metri. 
La sua carriera internazionale iniziò nel 2002 quando nella Coppa Comen, manifestazione riservata alla categoria giovanile, vince i 100 delfino con il tempo di 1'04"37.
Nel 2004 ha ottenuto la sua prima affermazione importante, vincendo gli europei juniores di Lisbona con il tempo di 2'09"92, firmando il Record Europeo Juniores sulla distanza, e portando a casa un ulteriore titolo europeo sulla distanza dei 100 farfalla. Ancora nel 2004 la Giacchetti ha vinto il bronzo ai campionati europei assoluti in vasca corta di Vienna realizzando il suo primo primato italiano, strappato per un centesimo a Francesca Segat; nella stessa stagione agonistica ha ottenuto il primato italiano assoluto dei 200 m in vasca lunga con il tempo di (2'08"83).
L'anno successivo è arrivata la qualificazione in nazionale assoluta per i mondiali di Montréal. La Giacchetti si è presentata all'appuntamento da possibile finalista, e ha centrato l'obiettivo nuotando un buon 2'09"40 in semifinale. In finale ha chiuso al quarto posto, perdendo di pochi centesimi il podio anche a causa di una squalifica non data alla vincitrice, la polacca Jedrezcak.
Alla fine della stagione 2004/2005 la Giacchetti decide di cambiare società e città. Viene acquistata dalla Società del Circolo Canottieri Aniene, lasciando la sua vecchia società di appartenenza, lo Sporting Club Flegreo.
Nell'agosto del 2006 ha vinto la medaglia di bronzo ai campionati europei in vasca lunga di Budapest con il tempo di 2'09"01.
Nella stagione 2006/2007 l'obiettivo principale della Giacchetti sono stati i campionati mondiali di Melbourne svoltisi nel marzo 2007. In questa manifestazione però la Giacchetti ha deluso mancando la qualificazione alla semifinale.
Nei campionati invernali di Riccione del dicembre 2007 si è qualificata agli europei di Eindhoven, in cui ha raggiunto la finale dei 200 m delfino, classificandosi al 7º posto. 
A settembre 2008 dopo la mancata qualificazione alle Olimpiadi di Pechino, la Giacchetti decide di tornare a Napoli.
Nel marzo del 2009, ai campionati primaverili di Riccione, ha vinto il titolo dei 200 farfalla con il tempo di 2'09"29. 
Il 26 maggio 2009, ai campionati assoluti di Pescara la Giacchetti ha vinto i 200 farfalla e ha migliorato il record italiano, portandolo a 2'06"50, che tuttora risulta essere il record italiano sulla distanza. 
A luglio Caterina ai Giochi del Mediterraneo ha conquistato 3 ori: 200 farfalla (2'06"89), staffetta 4×100 mista e 4×200 metri stile libero, dove ha nuotato in batteria.
Nel 2010 ha partecipato ai campionati europei in vasca lunga di Budapest dove è stata finalista nei 200 m delfino, e a novembre a quelli in vasca corta ha vinto due medaglie di bronzo nei 100 e 200 metri.
Nel settembre 2011 ha annunciato il ritiro dall'attività sportiva.

## Palmarès
| Campionati del mondo           | ---                   | 100 m farfalla            | 200 m farfalla            | ---                            | ---                          |
| 2005 Montréal Canada           | ---                   | ---                       | 4ª 2'10"03                | ---                            | ---                          |
| 2007 Melbourne Australia       | ---                   | ---                       | 19ª in batteria 2'11"99   | ---                            | ---                          |
| 2009 Roma Italia               | ---                   | 29ª in batteria 59"60     | 12ª in semifinale 2'07"59 | ---                            | ---                          |
| Mondiali in vasca corta        | ---                   | 100 m farfalla            | 200 m farfalla            | ---                            | 4 x 100 m mista              |
| 2004 Indianapolis Stati Uniti  | ---                   | 10ª in semifinale 1'00"36 | 6ª 2'09"28                | ---                            | ---                          |
| 2010 Dubai Emirati Arabi Uniti | ---                   | 26ª in batteria 59"27     | 10ª in batteria 2'06"77   | ---                            | 7ª - 3'57"58 frazione: 58"30 |
| Campionati europei             | 50 m farfalla         | 100 m farfalla            | 200 m farfalla            | ---                            | ---                          |
| 2006 Budapest Ungheria         | ---                   | 21ª in batteria 1'01"01   | Bronzo 2'09"01            | ---                            | ---                          |
| 2008 Eindhoven Paesi Bassi     | 31ª in batteria 28"10 | 28ª in batteria 1'01"27   | 7ª 2'11"37                | ---                            | ---                          |
| 2010 Budapest Ungheria         | ---                   | 12ª in semifinale 59"65   | 7ª 2'09"28                | ---                            | ---                          |
| Europei in vasca corta         | 50 m farfalla         | 100 m farfalla            | 200 m farfalla            | ---                            | ---                          |
| 2004 Vienna Austria            | 25ª in batteria 28"01 | 12ª in batteria 1'00"43   | Bronzo 2'07"11            | ---                            | ---                          |
| 2005 Trieste Italia            | ---                   | 25ª in batteria 1'01"27   | 7ª 2'08"84                | ---                            | ---                          |
| 2006 Helsinki Finlandia        | ---                   | 20ª in batteria 1'00"91   | 4ª 2'07"52                | ---                            | ---                          |
| 2010 Eindhoven Paesi Bassi     | ---                   | Bronzo 58"17              | Bronzo 2'06"49            | ---                            | ---                          |
| Giochi del Mediterraneo        | ---                   | ---                       | 200 m farfalla            | 4 x 200 m st. libero           | 4 x 100 m mista              |
| 2005 Almeria Spagna            | ---                   | ---                       | Oro 2'10"01               | ---                            | ---                          |
| 2009 Pescara Italia            | ---                   | ---                       | Oro 2'06"89               | Oro nuota in batteria          | Oro: 4'04"57 frazione: 58"84 |
| Europei giovanili              | 50 m farfalla         | 100 m farfalla            | 200 m farfalla            | ---                            | 4 x 100 m mista              |
| 2004 Lisbona Portogallo        | 5ª 28"02              | Argento 1'00"30           | Oro 2'09"92               | 4ª - 4'15"54 frazione: 1'00"93 |                              |

### Campionati italiani
11 titoli individuali e 10 in staffette, così ripartiti:
- 11 nei 200 m farfalla
- 3 nella staffetta 4×100 m stile libero
- 5 nella staffetta 4×200 m stile libero
- 2 nella staffetta 4×100 m mista

| Anno | Edizione    | st. libero 4×100 m | st. libero 4×200 m | farfalla 100 m | farfalla 200 m | mista 4×100 m |
| ---- | ----------- | ------------------ | ------------------ | -------------- | -------------- | ------------- |
| 2003 | Estivi      | -                  | -                  | -              | 3              | -             |
| 2003 | Invernali   | nd                 | nd                 | -              | 3              | nd            |
| 2004 | Primaverili | -                  | -                  | -              | 3              | -             |
| 2004 | Estivi      | -                  | -                  | -              | 3              | -             |
| 2004 | Invernali   | nd                 | nd                 | 2              | 1              | nd            |
| 2005 | Primaverili | -                  | -                  | 3              | 1              | -             |
| 2005 | Estivi      | -                  | -                  | -              | 2              | -             |
| 2005 | Invernali   | nd                 | nd                 | 2              | 2              | nd            |
| 2006 | Primaverili | -                  | -                  | 3              | 2              | -             |
| 2006 | Estivi      | -                  | 3                  | 3              | 2              | -             |
| 2006 | Invernali   | nd                 | nd                 | 3              | 1              | nd            |
| 2007 | Primaverili | 2                  | 1                  | -              | 1              | 2             |
| 2007 | Estivi      | -                  | 2                  | -              | -              | -             |
| 2007 | Invernali   | nd                 | nd                 | -              | 1              | nd            |
| 2008 | Primaverili | 3                  | 1                  | -              | 3              | -             |
| 2008 | Estivi      | -                  | 3                  | -              | 1              | -             |
| 2009 | Primaverili | 1                  | 1                  | 3              | 1              | 1             |
| 2009 | Estivi      | 1                  | 1                  | 3              | 1              | 3             |
| 2010 | Primaverili | 1                  | 1                  | -              | 1              | 1             |
| 2010 | Estivi      | nd                 | nd                 | -              | 1              | nd            |
| 2010 | Invernali   | nd                 | nd                 | 2              | 2              | nd            |
| 2011 | Primaverili | -                  | -                  | 3              | 1              | -             |